# Valdegeña
Valdegeña – gmina w Hiszpanii, w prowincji Soria, w Kastylii i León, o powierzchni 13,3 km². W 2011 roku gmina liczyła 42 mieszkańców.